# Lulejskolaponski jezik
Lulejskolaponski jezik (lulejskosaamski; ISO 639-3: smj), jedan od 11 laponskih jezika kojim govori oko 2 000 ljudi u Švedskoj i Norveškoj. Većina govornika živi u Švedskoj, njih 1 500, duž rijeke Luleja u Laponiji (Lapland) i 500 u Norveškoj (Krauss, 1995.), u regijama Tysfjordu, Hamaroyu i Foldenu.
Etnička populacija u Švedskoj je 6 000, u Norveškoj 2 000. Sistem pisanja: latinica. Svoj jezik nazivaju julevsámegiella.

## Vanjske poveznice
- Ethnologue (14th)
- Ethnologue (15th)